# Ronald MacKenzi Scobie
Sir Ronald MacKenzi Scobie, britanski general, * 1893, † 1969.